# 4A Games
4A Games es una empresa de videojuegos, conocida por desarrollar la franquicia de videojuegos de ciencia ficción ambientadas en el metro de Moscú basados en la obra del ruso Dmitri Glujovski,  Metro 2033, Metro: Last Light y Metro Exodus. Fundada en Kiev (Ucrania) y trasladó su sede a Malta en 2014, con la oficina de Kiev reanudando el trabajo como segundo estudio.

## Historia
La empresa se fundó en Kiev por trabajadores de GSC Game World en 2006, un año antes de la publicación de S.T.A.L.K.E.R.: Shadow of Chernobyl destacando Olés Shiskovtsov y Oleksandr Maksimchuk, programadores del X-Ray Engine usado en la franquicia S.T.A.L.K.E.R.. Tras trabajar en el X-Ray Engine, utilizaron estas herramientas y conocimientos, para crear el 4A Engine y se convirtieron en los directores (CTO) de 4A Games.
El 4A Engine fue creado para consolas de última generación y ordenadores de gran rendimiento. Se otorgó a la empresa una certificación del Departamento de Estado de la Propiedad Intelectual de Ucrania a los derechos del motor el 28 de noviembre de 2006.

## Juegos desarrollados
| Año  | Título                  | Plataformas | Plataformas | Plataformas | Plataformas | Plataformas | Plataformas | Plataformas |
| Año  | Título                  | Win         | Mac         | Linux       | X360        | XBO         | PS3         | PS4         |
| ---- | ----------------------- | ----------- | ----------- | ----------- | ----------- | ----------- | ----------- | ----------- |
| 2010 | Metro 2033              | Sí          | No          | No          | Sí          | No          | Sí          | No          |
| 2013 | Metro: Last Light       | Sí          | Sí          | Sí          | Sí          | No          | Sí          | No          |
| 2014 | Metro 2033 Redux        | Sí          | Sí          | Sí          | No          | Sí          | No          | Sí          |
| 2014 | Metro: Last Light Redux | Sí          | Sí          | Sí          | No          | Sí          | No          | Sí          |
| 2017 | Arktika.1               | Sí          | No          | No          | No          | No          | No          | No          |
| 2019 | Metro Exodus            | Sí          | Sí          | Sí          | No          | Sí          | No          | Sí          |